# 2体ポテンシャル
2体ポテンシャル（にたいポテンシャル）とは、2つの量の位置などの関係で決まるポテンシャルのこと。クーロンポテンシャルや万有引力ポテンシャルなどがある。
多粒子系のポテンシャルを2体ポテンシャルの重ね合わせで近似できるが、量子力学を適用しなければならないミクロの系の多粒子系のポテンシャルは、3体ポテンシャルなどの多体ポテンシャルを用いた方がよりよい近似を与える。